# Serena Owusua Dankwa
Serena Owusua Dankwa (* 2. März 1975) ist eine Schweizer Sozialanthropologin, Geschlechterforscherin, Fernsehmoderatorin und Journalistin.

## Akademischer Werdegang
Dankwa besuchte von 1990 bis 1994 das Pädagogisch-Soziale Gymnasium an der Neuen Kantonsschule Aarau. Nach einem Gitarrenstudium an der Musikhochschule Luzern machte sie eine Ausbildung beim Schweizer Radio DRS. Danach absolvierte sie einen MA in African Studies an der School of Oriental and African Studies in London. 2014 promovierte Dankwa am Institut für Sozialanthropologie der Universität Bern mit der Arbeit Gender and Same-Sex Intimacies in Postcolonial Ghana.
Während des Doktoratsstudiums absolvierte Dankwa Forschungsaufenthalte am Institute for Research on Women, Gender and Sexuality (IRWGS) der Columbia University, New York (mit einem Stipendium des Schweizerischen Nationalfonds) und als Sarah Pettit Fellow an der Yale University, New Haven (Stipendiatin des LGBT Studies Program der Yale University). Die empirische Basis ihrer Dissertation legte Dankwa im Rahmen eines Forschungsaufenthaltes in Ghana in Zusammenarbeit mit dem Centre for Popular Education and Human Rights Ghana und der University of Ghana (Finanzierung durch die Kommission für Forschungspartnerschaften mit Entwicklungsländern, KFPE).
Von 2006 bis 2009 war Dankwa Stipendiatin des Graduiertenkollegs am Interdisziplinären Zentrum für Geschlechterforschung IZFG an der Universität Bern, finanziert durch den Schweizerischen Nationalfonds.
Für Knowing Women: Same-Sex Intimacy, Gender, and Identity in Postcolonial Ghana erhielt Dankwa den Ruth-Benedict-Preis 2022.

## Berufliche Tätigkeit
Beruflich war Dankwa von 1998 bis 2014 als freie Mitarbeiterin der Musikredaktion von DRS 2 Kultur tätig. Daneben arbeitete sie als Gitarrenlehrerin und realisierte Performanceprojekte in anti-rassistischen und queer-feministischen Zusammenhängen. Von 2000 bis 2002 moderierte sie die Specials auf DRS 3. Von 2003 bis 2008 war sie freie Mitarbeiterin der Sendung «World Routes» von BBC Radio 3.  Von Sommer 2007 bis Herbst 2009 arbeitete sie beim Schweizer Fernsehen als Moderatorin der Sendung Klanghotel. 2014 bis 2015 war Dankwa Wissenschaftliche Mitarbeiterin und Bloggerin im Hochschulforschungs- und entwicklungsprojekt Art.School.Differences der ZHdK, der HEM und der HEAD Genève. Seit 2016 ist sie als internationale Projektmanagerin in der Öffentlichkeitsarbeit der FIZ Fachstelle Frauenhandel und Frauenmigration in Zürich tätig. Seit 2017 ist Dankwa zudem wissenschaftliche Mitarbeiterin an der Professur Erwachsenenbildung und Weiterbildung, Fachhochschule Nordwestschweiz FHNW und Lehrbeauftragte an der Universität Bern.

## Politische Arbeit
Dankwa engagiert sich als Gründungsmitglied bei Bla*Sh - Netzwerk schwarzer Frauen und Non binärer Menschen und hat regelmässige Auftritte als Referentin, Moderatorin oder Podiumsgast an Veranstaltungen zu Rassismus, LGBT oder queeren Themen.

## Publikationen
- Serena O. Dankwa, 2021. Knowing Women: Same-Sex Intimacy, Gender and Identity in Postcolonial Ghana. (Cambridge University Press). doi:10.1017/9781108863575
- Serena O. Dankwa, 2019 (Hrsg. und Co-Autorin): Racial Profiling: Struktureller Rassismus und anti-rassistischer Widerstand (transcript Verlag).
- Serena Owusua Dankwa: “It's a Silent Trade”: Female Same-Sex Intimacies in Post-Colonial Ghana. In: NORA - Nordic Journal of Feminist and Gender Research. Band 17, Nr. 3, 2009, ISSN 0803-8740, S. 192–205, doi:10.1080/08038740903117208.
- Serena Owusua Dankwa MA in African Studies: ‘Shameless maidens’: women's agency and the Mission Project in Akuapem. In: Agenda. Band 19, Nr. 63, 1. Januar 2005, ISSN 1013-0950, S. 104–116, doi:10.1080/10130950.2005.9674576 (tandfonline.com [abgerufen am 29. November 2016]).
- Dankwa, Serena Owusua: 'The one who first says I love you': same-sex love and female masculinity in postcolonial Ghana. In: Ghana Studies. Band 14, 1. Januar 2011, ISSN 1536-5514 (africabib.org [abgerufen am 29. November 2016]).